# Josie Baff
Josie Baff (Cooma, 25 gennaio 2003) è una snowboarder australiana, specialista dello snowboard cross.

## Biografia
Specialista dello snowboard cross e attiva dal luglio del 2019, la Baff ha esordito in Coppa del Mondo il 4 marzo 2021 a Bakuriani, giungendo 15ª, e ha conquistato il primo podio, nonché la prima vittoria, il 4 dicembre 2022 a Les Deux Alpes. Ha preso parte a una rassegna olimpica, mentre ai mondiali vanta come miglior risultato un argento a Bakuriani 2023.

## Palmarès

### Mondiali
- 1 medaglia:
  - 1 argento (snowboard cross a Bakuriani 2023)

### Mondiali juniores
- 2 medaglie:
  - 1 oro (snowboard cross a squadre a Passo San Pellegrino 2023)
  - 1 argento (snowboard cross a Passo San Pellegrino 2023)

### Coppa del Mondo
- Miglior piazzamento nella Coppa del Mondo di snowboard cross: 3ª nel 2023
- 12 podi:
  - 2 vittorie
  - 4 secondi posti
  - 6 terzi posti

#### Coppa del Mondo - vittorie
| Data            | Luogo            | Paese   | Disciplina |
| --------------- | ---------------- | ------- | ---------- |
| 4 dicembre 2022 | Les Deux Alpes   | Francia | SBX        |
| 26 marzo 2023   | Mont-Sainte-Anne | Canada  | SBX        |

Legenda:

SBX = Snowboard cross